# Mamuju
För andra betydelser, se Mamuju (olika betydelser).
Mamuju är en ort på den västra kusten av ön Sulawesi, och är den administrativa huvudorten för den indonesiska provinsen Sulawesi Barat. Mamuju hade cirka 24 000 invånare vid folkräkningen 2010.